# Ла-Сель-Дюнуаз
Ла-Сель-Дюнуа́з (фр. La Celle-Dunoise, окс. La Cela de Dun) — коммуна во Франции, находится в регионе Лимузен. Департамент коммуны — Крёз. Входит в состав кантона Дён-ле-Палестель. Округ коммуны — Гере.
Код INSEE коммуны — 23039.

## Население
Население коммуны на 2010 год составляло 608 человек.
| 1962 | 1968 | 1975 | 1982 | 1990 | 1999 | 2010 |
| ---- | ---- | ---- | ---- | ---- | ---- | ---- |
| 898  | 880  | 732  | 668  | 589  | 598  | 608  |

## Экономика
В 2010 году среди 343 человек трудоспособного возраста (15—64 лет) 243 были экономически активными, 100 — неактивными (показатель активности — 70,8 %, в 1999 году было 67,6 %). Из 243 активных жителей работали 218 человек (113 мужчин и 105 женщин), безработных было 25 (12 мужчин и 13 женщин). Среди 100 неактивных 13 человек были учениками или студентами, 60 — пенсионерами, 27 были неактивными по другим причинам.